# Christian Wolz
Christian Wolz (* 1967 in Berlin) ist ein deutscher Vokal- und Performancekünstler und Komponist.

## Leben
Christian Wolz wurde 1967 in Berlin geboren.
Seine künstlerische Ausbildung erarbeitete er sich als Autodidakt. Mit Fotoprojekten begann seine künstlerische Aktivität. Diese Projekte wurden durch eigene Musikproduktionen unterstützt und begleitet. Die Arbeit mit der Stimme trat mit den Jahren immer stärker in den Vordergrund, so dass sich der künstlerische Fokus auf die Bühne richtete.
Er tritt seit 1988 künstlerisch öffentlich in Erscheinung. Seine Darstellungsformen sind Konzerte, Stimmperformances, Klanginstallationen, Radiohörspiele, CD-Produktionen und Multimedia-Performances. Neben seinen Solo-Performances und Eigenproduktionen pflegt er auch die Zusammenarbeit mit anderen Musikern, Choreographen und Regisseuren. Er schreibt unter anderem Kompositionen für Tanzstücke und Theaterproduktionen. Auftritte und Produktionen hatte er in Dänemark, Österreich, der Schweiz, den Niederlanden, Polen, Portugal, Belgien, Luxemburg, Frankreich, Griechenland, England, Spanien, Italien, Kanada und Neuseeland.
Seit 2003 unterrichtet er Gesang, Umgang und Arbeit mit der Stimme, Präsenztraining für Musiker, Performance und Improvisation an Theatern, Musikschulen und Hochschulen.
2019 beendete er seine Ausbildung zum Stimmtherapeuten.
Im Frühjahr 2020 vollendete Christian Wolz seine Trilogie "helixium ian divondo mestrum" mit dem Werk "La Fore" und beendete somit auch sein musikalisches und künstlerisches Wirken.
Wolz ist verheiratet und lebt in Berlin.

## Werk
Wolz kombiniert Gesang und der Sprache mit Musikstrukturen mittelalterlicher und außereuropäischer Kulturen. Er arbeitet dabei auch mit elektroakustischen Mitteln; ursprüngliche Hilfsmittel, wie Mikrophone und Effektprozessoren werden dabei zu eigenständigen Instrumenten.

„...Immer aber hören wir Vokalkunst von aberwitziger Virtuosität. Reine Zischlaute, leise Zungen- 
und Mundgeräusche, alles wird zu Musik. Christian Wolz bringt es fertig, mit seiner Stimme 
gleichzeitig einen Ton zu singen und ein Geräusch zu produzieren und beide über Mikrophon und 
Elektronik zu einer Klangerfahrung zu verarbeiten, die durch Mark und Bein geht. Im 
akademischen Musiksektor hat es seit langem keine vergleichbare Arbeit gegeben, die ähnlich gut 
durchdacht und musikalisch aufregend ist...“

## Soloarbeiten
- Studiowerk "La Fore - der Tod" - 2020
- Jubiläumswerk "ecencia" zum 25-jährigen Bühnenjubiläum. Dieses Werk ist auch Live-Album 2014 erschienen
- Studiowerk "WOLZ" 2013
- Konzert "Stalgico" und "Lazaro 2012" – 2011/2012,
- Performance und Studioarbeit "EMOTION 15" – 2011,
- Rausch und Rausch-Research – 2010,
- Performance „Associare-Acustica“ – 2007,
- Stereo-Akustik-Performance „Atropa Bella Donna“ – 2006/2007,
- Solo-Bühnenstück und Studiowerk „SILVAN-der aus dem wald kommende“ – 2005,
- Performance "StimmUngen ST3" – 2005,
- Studiowerk „Rátarr“,
- Performance und Studiowerk "StimmUngen ST1" – 2003,
- Solo-Bühnenstück „HIV+2“ – 2002,
- Studiowerk „Todaycom“ – 2001 / auch als Tanzstück für Norbert Kliesch,
- Radiohörspiel „Organic-blood“ – 2001 / Produktion für Deutschlandradio Berlin,
- Studiowerk „E INOM RAH“ – 2000,
- Radiohörpsiel „aquitatus“ – 1999 / Produktion für den Saarländischen Rundfunk,
- Stereo-Akustik-Performance „NO/30.98“ – 1998,
- Solo-Bühnenstück „Schmerzarie“ – 1997,
- Stereo-Akustik-Performance „ASPHYXIE“ – 1995,
- Avantgarde-Opera „COR – Das Herz“ – 1994,
- Studiowerk und Performance „devil intus mestra de la fore – Lied eines Wahnsinnigen“ – 1993,
- Studiowerk und Konzert „EL CASTATA“ – 1992,
- Performance „Ägide Aggression“ – 1991,

- Multimediaprojekt „ISOLABELLA“ – 1990,
- Multimediaprojekt „Exekution“ – 1989,
- Multimediaprojekt „O-CIAN-E / Die Mutter Der“ – 1989,
- Multimediaprojekt „CO DORA“ – 1988,
- Multimediaprojekt „CITOMA“ – 1988,

## Diskografie
- Teil 3 der Trilogie "helexium ian divondo mestrum" "La Fore - der Tod" - 2020
- Live-Album "ecencia" 2014
- Jubiläumsalbum "WOLZ" 2013
- "EMOTION 15" 2011
- „Associciare-Acustica“ 2007
- „SILVAN (der aus dem wald kommende)“ 2006
- „StimmUngen ST1“ 2004
- „Ràtarr“ 2004
- „HIV+2“ 2002
- „Todaycom“ 2001
- „E INOM RAH“ 2000
- „no / 30.98“ 1998
- „AzA-DOMANA/H/ERTUM - wir leben und sterben“ 1998 / Teil 2 der Trilogie "helexium ian divondo mestrum"
- „schmerzarie“ 1997
- „COR - Avantgarde-Opera“ 1994
- „devil intus mestra de la fore - Lied eines Wahnsinnigen“ 1993
- Danse Macabre Sampler II – "Ba´chain" 1992
- „EL CASTATA“ 1992 / Teil 1 der Trilogie "helexium ian divondo mestrum"

## Kooperationen
- Katerine Faber - Voice Artist
- Susanne Fröhlich - Blockflötistin
- Morgan Nardi – Choreograph
- Steptext-Dance-Project / Tanzcompagnie
- Gilles Aubry – Schweiz/Berlin – Komponist und Musiker,
- Hermann Beesten jr. – Berlin – Schlagzeuger / Das Holz,
- Spyros Giasafakis – Griechenland/Athen – Musiker (griechische Antik-Instrumente),
- Eva Karzsag – USA – Choreographin / Trisha Brown,
- Alice Kemp – UK/Dartington – Komponistin und Musikerin,
- Norbert Kliesch – Berlin – Choreograph,
- Christian Komorowski – Berlin – Geiger / Deine Lakaien / Das Holz,
- Irena Kulka – Schweiz – Buthotänzerin,
- Melinda Kumbalek – Berlin – Popmusikerin,
- Ivan Marcos – Spanien / A Curuna – Choreograph / Performanceartist,
- Norbert Mauk – Berlin – Regisseur / Choreograph,
- Rudolph Moser – Berlin – Orchester Obscure – Einstürzende Neubauten,
- Martin Müller – Würzburg – Freier Maler,
- Rubato – Berlin – Tanzcompagnie,
- Bernd Schultheis – Berlin – Komponist und Musiker,
- Susanne Thomas – Seven Sisters Group – London – Choreographin / Tanzcompagnie, Unit Control – Luxemburg – Tanzcompagnie,
- Michael Ziffels – Berlin – Komponist (elektronische Musik)